# Pennatomys
Pennatomys nivalis là loài gặm nhấm trong họ chuột gạo Qryzomyini đã tuyệt chủng từ các hòn đảo Sint Eustatius, Saint Kitts, và Nevis ở Antilles ở châu Mỹ. Chúng là loài duy nhất trong chi Pennatomys (chi đơn loài), nó được biết đến từ hóa thạch của các bộ xương vẫn được tìm thấy trong các khảo cổ học Amerindia trên cả ba hòn đảo này. 

## Đặc điểm
Không có mẫu vật sống nào được biết đến, nhưng có một số ghi chép lịch sử về loài gặm nhấm của Saint Kitts và Nevis có thể xem là Pennatomys. Pennatomys nivalis là một loài có kích thước trung bình mà không có nhiều sự thích nghi đặc biệt. Xương mũi ngắn, một tấm xương ở cạnh sọ, rộng. Vòm xương dài và phẳng.Các răng hàm trên có ba chấu. Chúng là một loại chuột gạo cỡ trung bình, Pennatomys được biết đến từ một số xương còn lại, hộp sọ chỉ được tái tạo từ các mảnh vỡ. Nướu răng hàm trên song song với nhau. 